# Bürger Luther – Wittenberg 1508–1546
Bürger Luther – Wittenberg 1508–1546 ist ein in der DDR gedrehter Dokumentarfilm aus dem Jahr 1983, der zum 500. Geburtstag Martin Luthers unter der Regie von Lew Hohmann entstand.

## Handlung
Der Lutherfilm beschäftigt sich mit Luthers Wirken in Wittenberg, das im Jahr 1508 beginnt. Im Jahr 1546 stirbt Luther in seiner Geburtsstadt Eisleben, wird aber nach Wittenberg überführt, wo er begraben wird. Im Film werden Wirkungsstätten Luthers und historischen Dokumente gezeigt.

## Hintergrund
Zum 500. Geburtstag Martin Luthers im Jahr 1983 produzierte die DEFA im Jahr 1981 im Auftrag des Fernsehens der DDR eine Trilogie von Dokumentarfilmen über das Leben Martin Luthers. Der Film Bürger Luther – Wittenberg 1508–1546 stellt den dritten Teil dieser lockeren Serie dar. Kurt Böwe und Klaus Piontek sind die Sprecher des Films. Die Fachberatung übernahm Dr. Gerhard Brendler. Der erste Teil der Serie hat den Titel Ein Schüler aus Mansfeld – Die Jugendjahre Martin Luthers. Der zweite Teil hat den Titel Der die Zeit beim Worte nahm – Martin Luther auf der Wartburg. 
Der Film Der die Zeit beim Worte nahm – Martin Luther auf der Wartburg wurde im Gegensatz zu den anderen Teilen der Serie im Kino gezeigt. Die Kinopremiere fand am 1. April 1983 statt. Am 4. September 1983 um 20:45 Uhr wurde der Film auf DDR-DFF II ausgestrahlt.
Die FWU ließ die drei Filme umarbeiten und dabei stark kürzen. 1991 veröffentlichte sie diese neuentstandene vierteilige Fassung als eine Unterrichtsreihe zum Leben Martin Luthers auf VHS-Videokassetten. Wie schon die ursprüngliche Fassung erhielt die vierteilige Reihe keinen Serientitel. Die einzelnen Titel der Reihe lauten: Schüler Luther aus Mansfeld, Der Beginn der Reformation in Wittenberg, Martin Luther auf der Wartburg und Bürger Luther in Wittenberg. Jeder Teil hat eine Spielzeit von ungefähr 15 Minuten. Die vierteilige Fassung besitzt im Gegensatz zur ursprünglichen Fassung nur einen Sprecher für die Kommentare. Auf dem Cover der Videokassetten wird der Sekundarbereich I (Hauptschule, Realschule, Gymnasium wie auch die Integrierte Gesamtschule ab dem 7. Schuljahr), der Sekundarbereich II und die Weiterbildung als Adressaten genannt. Den einzelnen Videokassetten ist ein Begleittext beigefügt, in dem Lernziele und weitere Angaben für Lehrer zu finden sind.